# Willem Vorsterman

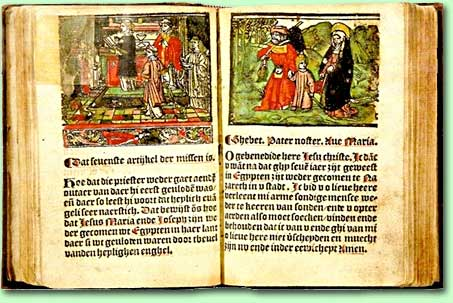
Zwei Seiten aus Die beduydenisse der Missen von Gerrit van der Goude aus dem Jahr 1530, mit handcolorierten Holzschintt-illustrationen

Willem Vorsterman († 1543) war ein Buchdrucker, der zwischen 1504 und 1543 in Antwerpen aktiv war.
Vorsterman druckte und verlegte rund 400 Bücher in niederländischer, spanischer, englischer, lateinischer, französischer und dänischer Sprache. Nach Michael Hillenius (Michael von Hoogstraeten) ist er somit der zweitproduktivste Buchdrucker in den Niederlanden in der ersten Hälfte des 16. Jahrhunderts. Während seine frühen Drucke (bis 1520) hauptsächlich fiktionale Werke in niederländischer Sprache im Format eines Volksbuchs waren, wagte er sich später auch an andere Sprachen und Genres, mit reich ausgestatteten und kunstvoll illustrierten Ausgaben. Er trat 1512 der Lukasgilde in Antwerpen bei, der er 1527 und 1542 auch vorstand. Seine Werkstatt war im „Goldenen Einhorn“, nahe der Kammerpoort in Antwerpen.

## Drucke
- 1504: Amerigo Vespucci, Mundus Novus
- 1506: John Cassian, Dit is der ouder vader collasie
- 1511 oder früher: Den Herbarius in dyetsche, Nachdruck eines bei Johann Veldener in Leuven 1484 erschienenen Werks
- 1514: Bethlem, Een devote meditacie op die passie ons liefs Heeren Jesu Christi, bis 1540 mehrfach nachgedruckt
- 1515: Mariken van Nieumeghen
- 1515: Briefe des Heiligen Hieronymos, Teilnachdruck 1533
- 1516: Margarieta van Lymborch (bzw. Die schoone Hystorie van Margrieten […] van Lymborch, beruhend auf dem Ritterroman Heinric ende Margriete van Limborch[1])
- 1517: Die rechte conste om alderhande wateren te destilleeren
- 1518–1525: Elckerlijc
- 1520: Een seer ghenoechlike ende amoroeze historie vanden eedelen Lansloet ende die scone Sandrijn
- 1520: Den droefliken strijt van Roncevale
- 1521: Gulielmus Lylius, Libellus de constructione octo orationis partium ad codicem germanicum pluribus locis restitutus
- 1522: John Fisher, Convuslio calumniarum Ulrichi Veleni Minhoniensis
- 1523: Robert Sherwood, Ecclesiastes latine ad veritatem hebraicam recognitus
- 1527: Fasciculus mirre
- 1527: Een redelijck bewijs en verwinninghe der dolinghen
- 1528: Biblia niederländische Ausgabe der Bibel, wiederaufgelegt 1530, 1532, 1533, 1534 und 1542. Angelehnt an Luthers Übersetzung.
- 1528: Joannes Custos Brechtanus, Syntaxis Brechtana de integro nuper recognita
- 1528: Pronosticatie, Dit is een seer wonderlijcke prophecie
- 1529: Sebastian Virdung, Livre plaisant et très utile...
- 1529: Jacques Lefèvre d’Étaples, französische Bibelausgabe
- 1529–1531: Einige dänische Werke von Christiern Pedersen, damals in den Niederlanden im Exil
- 1530: Petrus Sylvius, Tfundament der medicinen ende chyrurgien (Nachdruck 1540)
- 1531: Anthonis De Roovere, Die excellente cronicke van Vlaanderen
- 1533: Juan Luis Vives, Dutch translation of the De subventione pauperum
- 1536: Beatus Rhenanus, Vita Erasmi
- 1537: Bernhard von Clairvaux, Een suyverlijck boecxken (Nachdruck 1540)
- 1538: La noble science des joueurs d'espée
- 1538: Historie vander coninghinnen Sibilla
- 1540: De verloren sone
- 1542: Nicolaus van Esch, Dye groote evangelische peerle vol devoter ghebede